# 巨象鸟
巨象鸟（学名：Vorombe）是象鸟目之下的三个属之一，这是一类生活在马达加斯加的巨型不飞鸟。传统意义上被认为是象鸟属下的一个种，且被视为有史以来最大最重的鸟，目前来说没有之一。 2018年，在通过详细的形态测量学分析之后，该属正式独立。然而，一项2023年的研究指出，泰坦巨象鸟可能就是巨型象鸟。

## 分类与命名

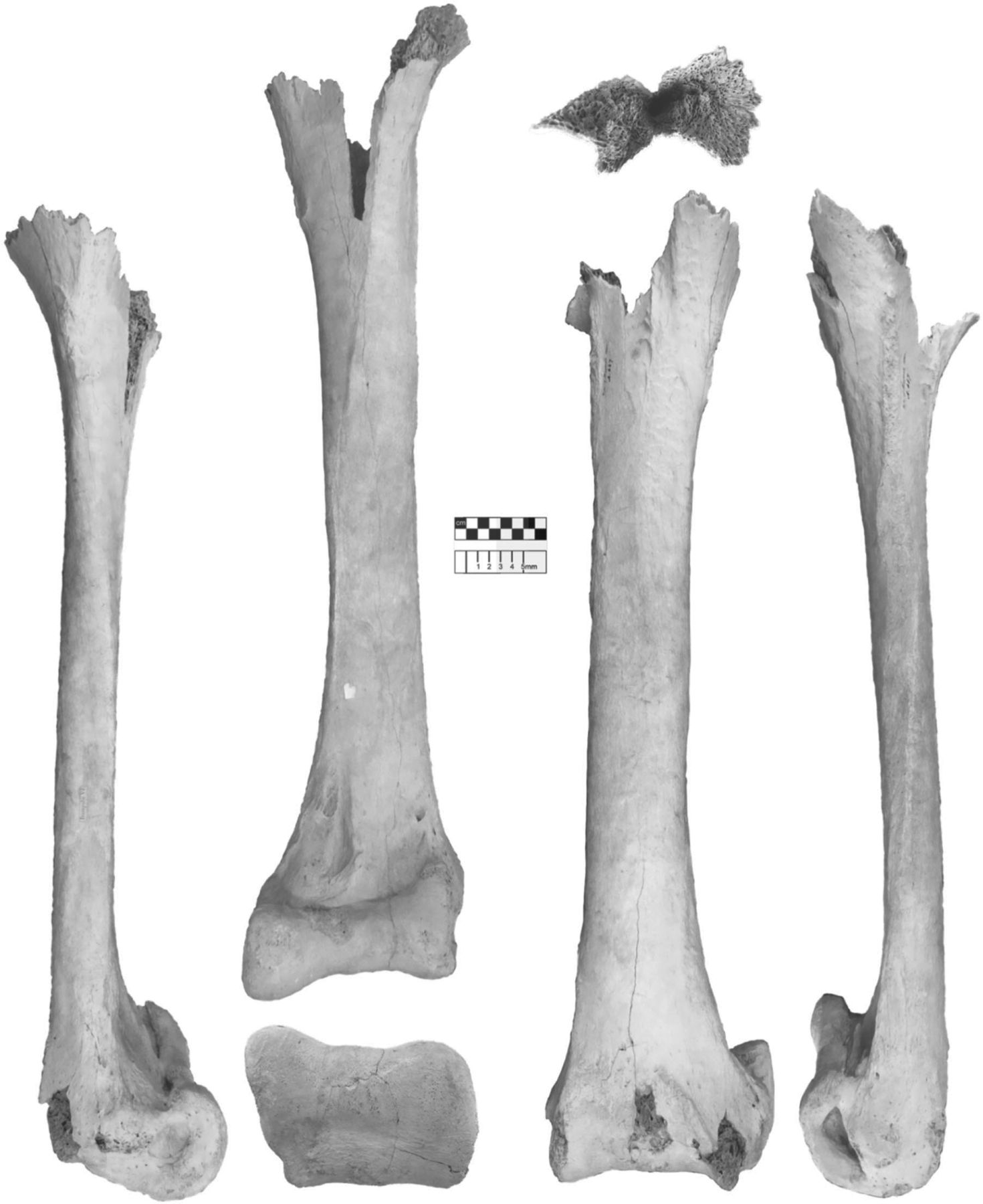
胫跗骨标本

泰坦巨象鸟首次由查尔斯·威廉·安德鲁斯(Charles William Andrews)于1894年描述为泰坦象鸟(Aepyornis titan)，但随后美国鸟类学家、古生物学家皮尔斯·布罗德科布(Pierce Brodkorb)于1963年将其划为了象鸟属的模式种——巨型象鸟的异名。 2018年，伦敦动物学会的两位研究人员——詹姆斯·汉斯福德(James Hansford)和塞缪尔·特维(Samuel Turvey)通过遗传学和形态学研究将其归为单独一属，即巨象鸟属(Vorombe)。他们还发现Aepyornis ingens实际上是巨象鸟的异名。这一研究是50年来首次对象鸟进行的再分类。
属名Vorombe来自马达加斯加语的“vorombe”，意为“大鸟”，种加词来自古希腊词Τιτάν (Titan)，即希腊神话中的泰坦巨人。

## 标本与特征

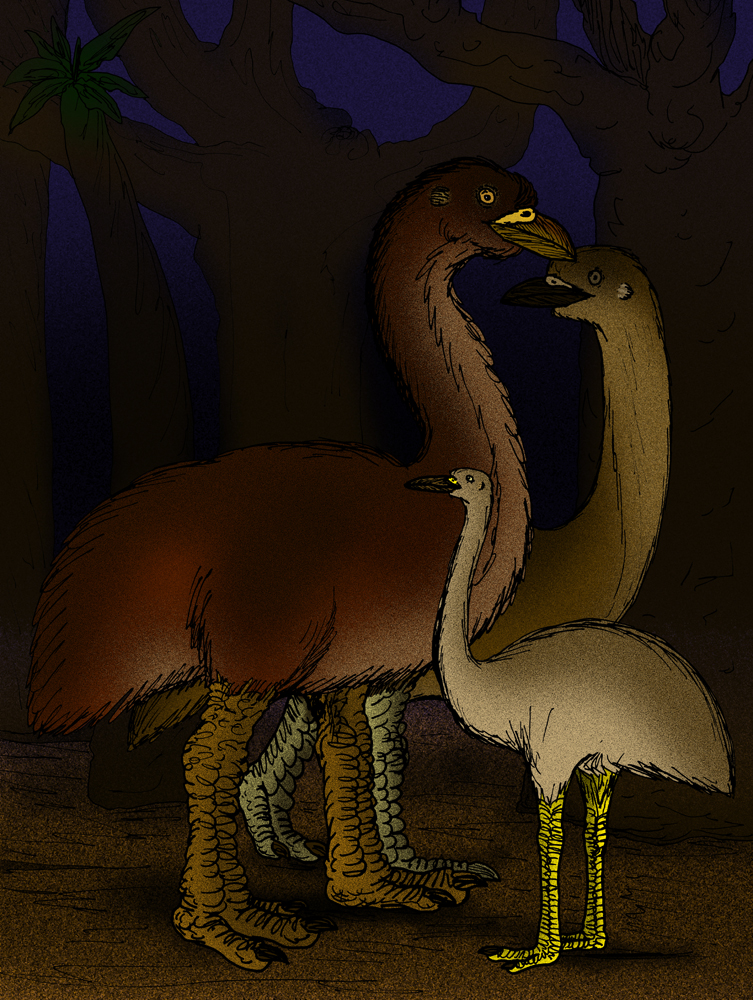
不同象鸟的对比图，穆氏象鸟(前)，巨象鸟(中)，象鸟(后)

泰坦巨象鸟的合模式标本包括在马达加斯加 伊兰普卢发现的股骨NHMUK A439和胫跗骨NHMUK A437，其股骨最初被归入象鸟属。
在所有测量中，巨象鸟的股骨都比象鸟和穆氏象鸟更大。值得注意的特征包括更大的股骨两端，股骨头中远端更显著的弯曲，外侧髁上嵴更加明显，以及相较于象鸟属更平与更内倾的内髁。相较于象鸟和穆氏象鸟，巨象鸟的胫跗骨显得相当巨大。其两端扩大，特别是中下端。与象鸟属相比，它向轴心的过渡更为明显，在总长度比例上更为狭窄。
两个曾经被归为“泰坦象鸟”的标本( MNHN MAD 364和NHMUK A2142)被送往牛津放射性碳加速器部门，进行了加速器质谱法C-14检测，并使用了ShCal13进行了校准。这两个标本都被证明来自全新世(3680至2352年前)。

## 体型
巨象鸟身高3米（9.8英尺），体重536至732公斤。它们比任何新生代的鸟类都要大，南方巨恐鸟体重61至275公斤，史氏驰鸟体重316.6至727.8公斤，均逊色于巨象鸟。最大的股骨标本MNHN MAD 368 过于破碎，无法被归入某一类之中。这个标本被归入巨象鸟是因为其巨大的体型——股骨最短围长为308 mm（12.1英寸），体重估计可达860公斤，这会让其成为有史以来最大的鸟类个体。这比最小的蜥脚类恐龙——欧罗巴龙和马扎尔龙还要重。

## 生态学
巨象鸟，象鸟和穆氏象鸟在马达加斯加岛的大部分地区都有发现，它们生活在南部的多刺灌木林，西南部的多肉林地，中央高地的草地和半湿润森林种。三个物种之间体型差异较大，说明其占据着不同的生态位、与不同的植物相互作用。巨象鸟与马达加斯加河马，巨狐猴和象龟共享着栖息地，直到人类的到来。